# Корсикана (Техас)
Корсикана (англ. Corsicana) — місто (англ. city) в США, в окрузі Наварро штату Техас. Населення — 25 109 осіб (2020).

## Географія
Корсикана розташована за координатами 32°4′55″ пн. ш. 96°28′8″ зх. д. / 32.08194° пн. ш. 96.46889° зх. д. (32.081882, -96.468810).  За даними Бюро перепису населення США в 2010 році місто мало площу 61,42 км², з яких 58,73 км² — суходіл та 2,69 км² — водойми.

### Клімат
| Клімат : Корсикана                                          | Клімат : Корсикана | Клімат : Корсикана | Клімат : Корсикана | Клімат : Корсикана | Клімат : Корсикана | Клімат : Корсикана | Клімат : Корсикана | Клімат : Корсикана | Клімат : Корсикана | Клімат : Корсикана | Клімат : Корсикана | Клімат : Корсикана | Клімат : Корсикана |
| Показник                                                    | Січ.               | Лют.               | Бер.               | Квіт.              | Трав.              | Черв.              | Лип.               | Серп.              | Вер.               | Жовт.              | Лист.              | Груд.              | Рік                |
| Абсолютний максимум, °C                                     | 31,7               | 35,6               | 35,0               | 37,2               | 40,0               | 42,2               | 45,0               | 44,4               | 44,4               | 38,3               | 32,8               | 32,2               | 45,0               |
| Середній максимум, °C                                       | 14,1               | 16,4               | 20,2               | 24,4               | 28,3               | 32,0               | 34,5               | 35,2               | 31,6               | 26,1               | 19,9               | 14,9               | 24,8               |
| Середній мінімум, °C                                        | 1,6                | 3,7                | 7,6                | 11,5               | 16,8               | 20,9               | 22,9               | 22,7               | 18,7               | 12,8               | 7,3                | 3,3                | 12,5               |
| Абсолютний мінімум, °C                                      | −20,6              | −16,1              | −11,1              | −1,7               | −0,6               | 5,0                | 13,3               | 11,7               | 5,0                | −2,8               | −7,2               | −18,3              | −20,6              |
| Норма опадів, мм                                            | 66                 | 87                 | 99                 | 78                 | 119                | 89                 | 57                 | 54                 | 75                 | 114                | 85                 | 89                 | 1012               |
| Днів з опадами                                              | 7                  | 7                  | 8                  | 6                  | 8                  | 8                  | 5                  | 5                  | 6                  | 7                  | 7                  | 7                  | 81,0               |
| Днів зі снігом                                              | 0,0                | 0,1                | 0,0                | 0,0                | 0,0                | 0,0                | 0,0                | 0,0                | 0,0                | 0,0                | 0,0                | 0,0                | 0,1                |
| ----------------------------------------------------------- | ------------------ | ------------------ | ------------------ | ------------------ | ------------------ | ------------------ | ------------------ | ------------------ | ------------------ | ------------------ | ------------------ | ------------------ | ------------------ |
| Джерело: NWS Nowdata for Corsicana (Dallas/Fort Worth Area) |                    |                    |                    |                    |                    |                    |                    |                    |                    |                    |                    |                    |                    |

## Демографія
Згідно з переписом 2010 року, у місті мешкало 23 770 осіб у 8586 домогосподарствах у складі 5845 родин. Густота населення становила 387 осіб/км².  Було 9491 помешкання (155/км²).
Расовий склад населення:
| - 58,1 % — білих - 20,9 % — чорних або афроамериканців - 1,3 % — вихідців з тихоокеанських островів - 0,7 % — азіатів - 0,6 % — корінних американців - 16,1 % — осіб інших рас |

До двох чи більше рас належало 2,4 %. Частка іспаномовних становила 31,1 % від усіх жителів.
За віковим діапазоном населення розподілялося таким чином: 28,8 % — особи молодші 18 років, 57,9 % — особи у віці 18—64 років, 13,3 % — особи у віці 65 років та старші. Медіана віку мешканця становила 33,4 року. На 100 осіб жіночої статі у місті припадало 94,2 чоловіків;  на 100 жінок у віці від 18 років та старших — 88,7 чоловіків також старших 18 років.
Середній дохід на одне домашнє господарство  становив 52 473 долари США (медіана — 38 734), а середній дохід на одну сім'ю — 59 685 доларів (медіана — 45 608). Медіана доходів становила 32 977 доларів для чоловіків та 29 309 доларів для жінок. За межею бідності перебувало 23,8 % осіб, у тому числі 37,3 % дітей у віці до 18 років та 12,4 % осіб у віці 65 років та старших.
Цивільне працевлаштоване населення становило 9918 осіб. Основні галузі зайнятості: виробництво — 19,7 %, освіта, охорона здоров'я та соціальна допомога — 17,0 %, роздрібна торгівля — 12,5 %, мистецтво, розваги та відпочинок — 10,5 %.

## Відомі люди
- Жаклін Логан (1901 — 1983) — американська кіноакторка.
- Мері Браян (1906 —  2002) — американська кіноактриса.